# 2016–2017-es magyar férfi vízilabda-bajnokság (másodosztály)
A 2016-2017-es OB I/B-t a Magyar Vízilabda-szövetség írta ki 96. alkalommal és 20 csapat részvételével bonyolítja le. A bajnokság 2016. szeptember 24-én rajtolt és 2017. június 10-én ér majd véget.
A címvédő a UVSE.

## A bajnokságban szereplő csapatok
| A csapat neve (a bajnokságban használt neve)         | A csapat székhelye     | 2015–16  |
| ---------------------------------------------------- | ---------------------- | -------- |
| Angyalföldi Sportiskola Diáksportegyesület (ASI DSE) | Budapest, Angyalföld   | 6.       |
| Alfa SC - ESMTK                                      | Budapest               | OB II 2. |
| Aligátor Vízilabda Utánpótlás Sportegyesület (AVUS)  | Szombathely            | OB II 1. |
| Budapesti VSC (BVSC-Zugló II)                        | Budapest, Zugló        | 7.       |
| Ceglédi Vasutas Sport Egyesület (Ceglédi VSE)        | Cegléd                 | 17.      |
| Csabai Csirkefogók Vízilabda Klub (Békéscsaba)       | Békéscsaba             | 5.       |
| Debreceni Vízilabda Sportegyesület (DVSE II)         | Debrecen               | 16.      |
| Dunakanyar Waterpolo                                 | Budapest               | 18.      |
| Eszterházy Károly Főiskola SC (EKF SC)               | Eger                   | 8.       |
| Budapesti Honvéd SE (Racionet-Honvéd II)             | Budapest               | 12.      |
| Hódmezővásárhelyi Vízilabda Sport Club (HVSC)        | Hódmezővásárhely       | 10.      |
| Kanizsa Vízilabda Sportegyesület (Kanizsa VSE)       | Nagykanizsa            | 4.       |
| Kaposvári Vízilabda Klub (Kaposvári VK II)           | Kaposvár               | 15.      |
| MAFC (MAFC "111")                                    | Budapest               | 14.      |
| Neptun Vízilabda Sport Club (Neptun VSC)             | Budapest               | 2.       |
| OSC VSE (A-HID OSC ÚJBUDA II)                        | Budapest               | 9.       |
| Pécsi VSK (PVSK-PSN Zrt. II)                         | Pécs                   | 13.      |
| Szolnoki Dózsa-KÖZGÉP II                             | Szolnok                | 11.      |
| UVSE Vízilabda Sportegyesület (UVSE II)              | Budapest, Margitsziget | 1.       |
| YBL Water Polo Club (YBL)                            | Budapest               | 3.       |

## Sorsolás
A sorsolást 2016. augusztus 29-én tartották a Margit-szigeten.

## A bajnokság rendszere
A bajnokságot 20 csapat részvételével rendezik meg, és két fő részből áll: alapszakaszból és az egyes helyezésekről döntő rájátszásból.

### Az alapszakasz
Az alapszakasz A és B csoportban zajlik melynek során a csapatok körmérkőzéses rendszerben, a sorsolás szerinti sorrendben és pályaválasztói joggal egymás ellen két mérkőzést játszanak. A bajnokság őszi és tavaszi szezonból áll. A bajnoki mérkőzések győztes csapatai három pontot kapnak, döntetlen esetén mindkét csapat egy-egy pontot kap. Vereség esetén nem jár pont.
A Magyar Vízilabda-szövetség Versenybizottsága az alábbi dátumokat jelölte ki a fordulóknak:
- 1. forduló: 2016. szeptember 24.
- 2. forduló: 2016. október 1.
- 3. forduló: 2016. október 8.
- 4. forduló: 2016. október 15.
- 5. forduló: 2016. október 22.
- 6. forduló: 2016. október 29.
- 7. forduló: 2016. november 5.
- 8. forduló: 2016. november 12.
- 9. forduló: 2016. november 19.
- 10. forduló: 2016. november 26.
- 11. forduló: 2016. december 3.
- 12. forduló: 2016. december 10.
- 13. forduló: 2017. február 25.
- 14. forduló: 2017. március 4.
- 15. forduló: 2017. március 11.
- 16. forduló: 2017. március 18.
- 17. forduló: 2017. március 25.
- 18. forduló: 2017. április 1.

Az alapszakasz végső sorrendjét a bajnoki mérkőzéseken szerzett pontszámok összege határozza meg. Az első helyen a legtöbb, míg az utolsó, a 10. helyen a legkevesebb pontszámot szerzett egyesület végez. Pontegyenlőség esetén a bajnoki sorrendet az alábbi rendszer szerint határozzák meg:
Két csapat azonos pontszáma esetén
1. az egymás ellen játszott bajnoki mérkőzések pontkülönbsége
2. az egymás ellen játszott bajnoki mérkőzések gólkülönbsége
3. az alapszakaszbeli összes bajnoki mérkőzés gólkülönbsége
4. az alapszakaszbeli összes bajnoki mérkőzésen szerzett több gól
5. sorsolás

Három vagy több csapat azonos pontszáma esetén
1. az azonos pontszámú csapatok egymás elleni eredményéből számított „kisbajnokság” pontkülönbsége
2. azonos pontszám esetén a „kisbajnokság” gólkülönbsége
3. az alapszakaszbeli összes bajnoki mérkőzés gólkülönbsége
4. az alapszakaszbeli összes bajnoki mérkőzésen szerzett több gól
5. sorsolás

### A rájátszás
Az alapszakasz befejeztével az A, B csoportok 1-4., 5-7., 8-10. helyen végzett csapatai 3 csoportban (I-III.) keresztbe játszanak egymással a bajnokság 1-8., 9-14., 15-20. helyezéseinek eldöntéséért. Az 1-4. helyezettek az I. csoportba, az 5-7. helyezettek a II. csoportba, a 8-10. helyezettek a III. csoportba kerülnek.

## Az alapszakasz

### A csoport
| #   | Csapat                | M  | GY | D | V  | G+ – G– | GK  | P  | Megjegyzések               |
| --- | --------------------- | -- | -- | - | -- | ------- | --- | -- | -------------------------- |
| 1.  | Békéscsaba            | 18 | 14 | 1 | 3  | 213–169 | +44 | 43 | Rájátszás a bajnoki címért |
| 2.  | EKF SC                | 18 | 12 | 2 | 4  | 191–171 | +20 | 38 | Rájátszás a bajnoki címért |
| 3.  | Ceglédi VSE           | 18 | 11 | 2 | 5  | 178–159 | +19 | 35 | Rájátszás a bajnoki címért |
| 4.  | BVSC-Zugló            | 18 | 11 | 1 | 6  | 207–184 | +23 | 34 | Rájátszás a bajnoki címért |
| 5.  | YBL                   | 18 | 10 | 3 | 5  | 204–150 | +54 | 33 | Rájátszás a 9-14. helyért  |
| 6.  | UVSECV                | 18 | 10 | 1 | 7  | 200–177 | +23 | 31 | Rájátszás a 9-14. helyért  |
| 7.  | MAFC                  | 18 | 5  | 4 | 9  | 178–195 | −17 | 19 | Rájátszás a 9-14. helyért  |
| 8.  | HVSC                  | 18 | 3  | 3 | 12 | 168–210 | −42 | 12 | Rájátszás a 15-20. helyért |
| 9.  | DVSE                  | 18 | 2  | 2 | 14 | 176–237 | −61 | 8  | Rájátszás a 15-20. helyért |
| 10. | Szolnoki Dózsa-KÖZGÉP | 18 | 2  | 1 | 15 | 155–218 | −63 | 7  | Rájátszás a 15-20. helyért |

Utolsó frissítés: 2017. május 14. 
Forrás: Magyar vízilabda-szövetség 
A rangsorolás alapszabályai: 1. összpontszám, 2. egymás elleni mérkőzések pontkülönbsége, 3. egymás elleni mérkőzések gólkülönbsége, 4. gólkülönbség, 5. szerzett gólok száma, 6. sorsolás.
(B): Bajnokcsapat, (K): Kieső csapat, (F): Feljutó csapat, (I): Kupainduló, (R): A rájátszás győztese, (KGY): Kupagyőztes

### B csoport
| #   | Csapat               | M  | GY | D | V  | G+ – G– | GK   | P  | Megjegyzések               |
| --- | -------------------- | -- | -- | - | -- | ------- | ---- | -- | -------------------------- |
| 1.  | AVUSÚ                | 18 | 14 | 0 | 4  | 210–158 | +52  | 42 | Rájátszás a bajnoki címért |
| 2.  | Neptun VSC           | 18 | 13 | 1 | 4  | 224–164 | +60  | 40 | Rájátszás a bajnoki címért |
| 3.  | ASI DSE              | 18 | 11 | 4 | 3  | 223–178 | +45  | 37 | Rájátszás a bajnoki címért |
| 4.  | Racionet-Honvéd      | 18 | 12 | 0 | 6  | 227–183 | +44  | 36 | Rájátszás a bajnoki címért |
| 5.  | Kanizsa VSE          | 18 | 9  | 2 | 7  | 204–183 | +21  | 29 | Rájátszás a 9-14. helyért  |
| 6.  | PVSK-PSN Zrt.        | 18 | 8  | 1 | 9  | 186–184 | +2   | 25 | Rájátszás a 9-14. helyért  |
| 7.  | Dunakanyar Waterpolo | 18 | 6  | 3 | 9  | 186–209 | −23  | 21 | Rájátszás a 9-14. helyért  |
| 8.  | A-HID OSC ÚJBUDA     | 18 | 5  | 1 | 12 | 170–204 | −34  | 16 | Rájátszás a 15-20. helyért |
| 9.  | Kaposvári VK         | 18 | 3  | 2 | 13 | 152–206 | −54  | 11 | Rájátszás a 15-20. helyért |
| 10. | Alfa SC - ESMTKÚ     | 18 | 2  | 0 | 16 | 126–239 | −113 | 6  | Rájátszás a 15-20. helyért |

Utolsó frissítés: 2017. május 14. 
Forrás: Magyar vízilabda-szövetség 
A rangsorolás alapszabályai: 1. összpontszám, 2. egymás elleni mérkőzések pontkülönbsége, 3. egymás elleni mérkőzések gólkülönbsége, 4. gólkülönbség, 5. szerzett gólok száma, 6. sorsolás.
(B): Bajnokcsapat, (K): Kieső csapat, (F): Feljutó csapat, (I): Kupainduló, (R): A rájátszás győztese, (KGY): Kupagyőztes